# WTA-toernooi van Madrid
Het WTA-toernooi van Madrid is een jaarlijks terugkerend tennistoernooi voor vrouwen dat onderdeel is van het tennistoernooi van Madrid en wordt georganiseerd in de Spaanse hoofdstad Madrid. De officiële naam van het toernooi is Mutua Madrid Open.
De WTA organiseert het toernooi dat in de categorie "Premier Mandatory" / WTA 1000 valt en wordt gespeeld op gravel in de open lucht. De eerste editie van het Premier Mandatorytoernooi werd in 2009 gehouden. Het toernooi is een van de vier WTA-toernooien waar speelsters verplicht aan deelnemen.
Tegelijkertijd met dit toernooi wordt op dezelfde locatie het ATP-toernooi van Madrid voor de mannen gehouden.

## Geschiedenis
Als opvolger voor het na 1995 beëindigde WTA-toernooi van Barcelona werd in de periode 1996 tot en met 2003 al eerder een WTA-toernooi in Madrid gespeeld. Dit viel overwegend in de categorie Tier III, en werd niet in combinatie met een ATP-toernooi gehouden.

## Officiële toernooinamen
Het toernooi heeft meerdere namen gekend, afhankelijk van de hoofdsponsor:
- 1974: Melia Trophy
- 1996–1999: Open Paginas Amarillas
- 2000–2003: Open de España
- 2009–2010: Mutua Madrileña Madrid Open
- 2011–heden: Mutua Madrid Open

## Meervoudig winnaressen enkelspel
| speelster       | aantal titels | in de jaren      |
| --------------- | ------------- | ---------------- |
| Petra Kvitová   | 3             | 2011, 2015, 2018 |
| Aryna Sabalenka | 3             | 2021, 2023, 2025 |
| Jana Novotná    | 2             | 1996, 1997       |
| Serena Williams | 2             | 2012, 2013       |
| Simona Halep    | 2             | 2016, 2017       |

## Enkel- en dubbelspeltitel in één jaar
| speelster    | in het jaar |
| ------------ | ----------- |
| Jana Novotná | 1996        |

## Finales

### Enkelspel
| Datum      | Naam                                       | Cat.                                       | ($)                                        | Ondergrond                                 | Winnares                                   | Verliezend finaliste                       | Uitslag                                    |                                            |
| ---------- | ------------------------------------------ | ------------------------------------------ | ------------------------------------------ | ------------------------------------------ | ------------------------------------------ | ------------------------------------------ | ------------------------------------------ | ------------------------------------------ |
| 1974-10-07 | Melia Trophy                               |                                            |                                            | gravel, buiten                             | Helga Masthoff                             | Tine Zwaan                                 | 6-2, 6-4                                   | [ 2 ]                                      |
| 1975–1995  | geen toernooi                              | geen toernooi                              | geen toernooi                              | geen toernooi                              | geen toernooi                              | geen toernooi                              | geen toernooi                              | geen toernooi                              |
| 1996-05-20 | Open Paginas Amarillas                     | Tier II                                    | 250.000                                    | gravel, buiten                             | Jana Novotná                               | Magdalena Maleeva                          | 4-6, 6-4, 6-3                              | details                                    |
| 1997-05-19 | Open Paginas Amarillas                     | Tier III                                   | 175.000                                    | gravel, buiten                             | Jana Novotná                               | Monica Seles                               | 7-5, 6-1                                   | details                                    |
| 1998-05-18 | Open Paginas Amarillas                     | Tier III                                   | 164.250                                    | gravel, buiten                             | Patty Schnyder                             | Dominique Monami                           | 3-6, 6-4, 6-0                              | details                                    |
| 1999-05-17 | Open Paginas Amarillas                     | Tier III                                   | 180.000                                    | gravel, buiten                             | Lindsay Davenport                          | Paola Suárez                               | 6-1, 6-3                                   | details                                    |
| 2000-05-22 | Open de España                             | Tier III                                   | 170.000                                    | gravel, buiten                             | Gala León García                           | Fabiola Zuluaga                            | 4-6, 6-2, 6-2                              | details                                    |
| 2001-05-21 | Open de España                             | Tier III                                   | 170.000                                    | gravel, buiten                             | Arantxa Sánchez                            | Ángeles Montolio                           | 7-5, 6-0                                   | details                                    |
| 2002-05-20 | Open de España                             | Tier III                                   | 170.000                                    | gravel, buiten                             | Monica Seles                               | Chanda Rubin                               | 6-4, 6-2                                   | details                                    |
| 2003-05-19 | Open de España                             | Tier III                                   | 170.000                                    | gravel, buiten                             | Chanda Rubin                               | M Sánchez Lorenzo                          | 6-4, 5-7, 6-4                              | details                                    |
| 2004-2008  | Niet georganiseerd                         | Niet georganiseerd                         | (€) ↓                                      |                                            |                                            |                                            |                                            |                                            |
| 2009-05-09 | Mutua Madrileña Madrid Open                | Premier Mandatory                          | 3.500.000                                  | gravel, buiten                             | Dinara Safina                              | Caroline Wozniacki                         | 6-2, 6-4                                   | details                                    |
| 2010-05-08 | Mutua Madrileña Madrid Open                | Premier Mandatory                          | 3.500.000                                  | gravel, buiten                             | Aravane Rezaï                              | Venus Williams                             | 6-2, 7-5                                   | details                                    |
| 2011-04-30 | Mutua Madrid Open                          | Premier Mandatory                          | 3.500.000                                  | gravel, buiten                             | Petra Kvitová                              | Viktoryja Azarenka                         | 7-6, 6-4                                   | details                                    |
| 2012-05-05 | Mutua Madrid Open                          | Premier Mandatory                          | 3.755.140                                  | gravel, buiten                             | Serena Williams                            | Viktoryja Azarenka                         | 6-1, 6-3                                   | details                                    |
| 2013-05-04 | Mutua Madrid Open                          | Premier Mandatory                          | 4.033.254                                  | gravel, buiten                             | Serena Williams                            | Maria Sjarapova                            | 6-1, 6-4                                   | details                                    |
| 2014-05-03 | Mutua Madrid Open                          | Premier Mandatory                          | 3.671.405                                  | gravel, buiten                             | Maria Sjarapova                            | Simona Halep                               | 1-6, 6-2, 6-3                              | details                                    |
| 2015-05-02 | Mutua Madrid Open                          | Premier Mandatory                          | 4.185.405                                  | gravel, buiten                             | Petra Kvitová                              | Svetlana Koeznetsova                       | 6-1, 6-2                                   | details                                    |
| 2016-04-30 | Mutua Madrid Open                          | Premier Mandatory                          | 4.771.360                                  | gravel, buiten                             | Simona Halep                               | Dominika Cibulková                         | 6-2, 6-4                                   | details                                    |
| 2017-05-06 | Mutua Madrid Open                          | Premier Mandatory                          | 5.924.318                                  | gravel, buiten                             | Simona Halep                               | Kristina Mladenovic                        | 7-5, 6-7, 6-2                              | details                                    |
| 2018-05-05 | Mutua Madrid Open                          | Premier Mandatory                          | 6.685.828                                  | gravel, buiten                             | Petra Kvitová                              | Kiki Bertens                               | 7-6, 4-6, 6-3                              | details                                    |
| 2019-05-04 | Mutua Madrid Open                          | Premier Mandatory                          | 7.021.128                                  | gravel, buiten                             | Kiki Bertens                               | Simona Halep                               | 6-4, 6-4                                   | details                                    |
| 2020       | toernooi geannuleerd wegens coronapandemie | toernooi geannuleerd wegens coronapandemie | toernooi geannuleerd wegens coronapandemie | toernooi geannuleerd wegens coronapandemie | toernooi geannuleerd wegens coronapandemie | toernooi geannuleerd wegens coronapandemie | toernooi geannuleerd wegens coronapandemie | toernooi geannuleerd wegens coronapandemie |
| 2021-04-29 | Mutua Madrid Open                          | WTA 1000                                   | 2.549.105                                  | gravel, buiten                             | Aryna Sabalenka                            | Ashleigh Barty                             | 6-0, 3-6, 6-4                              | details                                    |
| 2022-04-28 | Mutua Madrid Open                          | WTA 1000                                   | 6.575.560                                  | gravel, buiten                             | Ons Jabeur                                 | Jessica Pegula                             | 7-5, 0-6, 6-2                              | details                                    |
| 2023-04-25 | Mutua Madrid Open                          | WTA 1000                                   | 7.705.780                                  | gravel, buiten                             | Aryna Sabalenka                            | Iga Świątek                                | 6-3, 3-6, 6-3                              | details                                    |
| 2024-04-23 | Mutua Madrid Open                          | WTA 1000                                   | 7.679.965                                  | gravel, buiten                             | Iga Świątek                                | Aryna Sabalenka                            | 7-5, 4-6, 7-6                              | details                                    |
| 2025-04-22 | Mutua Madrid Open                          | WTA 1000                                   | 7.854.000                                  | gravel, buiten                             | Aryna Sabalenka                            | Cori Gauff                                 | 6-3, 7-6                                   | details                                    |

### Dubbelspel
| Datum      | Naam                                       | Cat.                                       | ($)                                        | Ondergrond                                 | Winnaressen                                | Verliezend finalistes                      | Uitslag                                    |                                            |
| ---------- | ------------------------------------------ | ------------------------------------------ | ------------------------------------------ | ------------------------------------------ | ------------------------------------------ | ------------------------------------------ | ------------------------------------------ | ------------------------------------------ |
| 1974-10-07 | Melia Trophy                               |                                            |                                            | gravel, buiten                             | Lesley Charles Sue Mappin                  | Kora Creydt Helga Masthoff                 | 6-2, opg.                                  | [ 2 ]                                      |
| 1975–1995  | geen toernooi                              | geen toernooi                              | geen toernooi                              | geen toernooi                              | geen toernooi                              | geen toernooi                              | geen toernooi                              | geen toernooi                              |
| 1996-05-20 | Open Paginas Amarillas                     | Tier II                                    | 250.000                                    | gravel, buiten                             | Jana Novotná Arantxa Sánchez               | Sabine Appelmans Miriam Oremans            | 7-6, 6-2                                   | details                                    |
| 1997-05-19 | Open Paginas Amarillas                     | Tier III                                   | 175.000                                    | gravel, buiten                             | Mary Joe Fernandez Arantxa Sánchez         | Inés Gorrochategui Irina Spîrlea           | 6-3, 6-2                                   | details                                    |
| 1998-05-18 | Open Paginas Amarillas                     | Tier III                                   | 164.250                                    | gravel, buiten                             | Florencia Labat Dominique Monami           | Rachel McQuillan Nicole Pratt              | 6-3, 6-1                                   | details                                    |
| 1999-05-17 | Open Paginas Amarillas                     | Tier III                                   | 180.000                                    | gravel, buiten                             | Virginia Ruano Pascual Paola Suárez        | MF Landa Marlene Weingärtner               | 6-2, 0-6, 6-0                              | details                                    |
| 2000-05-22 | Open de España (M)                         | Tier III                                   | 170.000                                    | gravel, buiten                             | Lisa Raymond Rennae Stubbs                 | Gala León García M Sánchez Lorenzo         | 6-1, 6-3                                   | details                                    |
| 2001-05-21 | Open de España (M)                         | Tier III                                   | 170.000                                    | gravel, buiten                             | V Ruano Pascual Paola Suárez               | Lisa Raymond Rennae Stubbs                 | 7-5, 2-6, 7-6                              | details                                    |
| 2002-05-20 | Open de España (M)                         | Tier III                                   | 170.000                                    | gravel, buiten                             | Martina Navrátilová Natallja Zverava       | Rossana de los Ríos Arantxa Sánchez        | 6-2, 6-3                                   | details                                    |
| 2003-05-19 | Open de España (M)                         | Tier III                                   | 170.000                                    | gravel, buiten                             | Jill Craybas Liezel Huber                  | Rita Grande Angelique Widjaja              | 6-4, 7-6                                   | details                                    |
| 2004-2008  | Niet georganiseerd                         | Niet georganiseerd                         | (€) ↓                                      |                                            |                                            |                                            |                                            |                                            |
| 2009-05-09 | Mutua Madrileña Madrid Open                | Premier Mandatory                          | 3.500.000                                  | gravel, buiten                             | Cara Black Liezel Huber                    | Květa Peschke Lisa Raymond                 | 4-6, 6-3, [10-6]                           | details                                    |
| 2010-05-08 | Mutua Madrileña Madrid Open                | Premier Mandatory                          | 3.500.000                                  | gravel, buiten                             | Serena Williams Venus Williams             | Gisela Dulko Flavia Pennetta               | 6-2, 7-5                                   | details                                    |
| 2011-04-30 | Mutua Madrid Open                          | Premier Mandatory                          | 3.500.000                                  | gravel, buiten                             | Viktoryja Azarenka Maria Kirilenko         | Květa Peschke Katarina Srebotnik           | 6-4, 6-3                                   | details                                    |
| 2012-05-05 | Mutua Madrid Open                          | Premier Mandatory                          | 3.755.140                                  | gravel, buiten                             | Sara Errani Roberta Vinci                  | Jekaterina Makarova Jelena Vesnina         | 6-1, 3-6, [10-4]                           | details                                    |
| 2013-05-04 | Mutua Madrid Open                          | Premier Mandatory                          | 4.033.254                                  | gravel, buiten                             | Anastasija Pavljoetsjenkova Lucie Šafářová | Cara Black Marina Erakovic                 | 6-2, 6-4                                   | details                                    |
| 2014-05-03 | Mutua Madrid Open                          | Premier Mandatory                          | 3.671.405                                  | gravel, buiten                             | Sara Errani Roberta Vinci                  | Garbiñe Muguruza Carla Suárez Navarro      | 6-4, 6-3                                   | details                                    |
| 2015-05-02 | Mutua Madrid Open                          | Premier Mandatory                          | 4.185.405                                  | gravel, buiten                             | Casey Dellacqua Jaroslava Sjvedova         | Garbiñe Muguruza Carla Suárez Navarro      | 6-3, 6-7, [10-5]                           | details                                    |
| 2016-04-30 | Mutua Madrid Open                          | Premier Mandatory                          | 4.771.360                                  | gravel, buiten                             | Caroline Garcia Kristina Mladenovic        | Martina Hingis Sania Mirza                 | 6-4, 6-4                                   | details                                    |
| 2017-05-06 | Mutua Madrid Open                          | Premier Mandatory                          | 5.924.318                                  | gravel, buiten                             | Chan Yung-jan Martina Hingis               | Tímea Babos Andrea Hlaváčková              | 6-4, 6-3                                   | details                                    |
| 2018-05-05 | Mutua Madrid Open                          | Premier Mandatory                          | 6.685.828                                  | gravel, buiten                             | Jekaterina Makarova Jelena Vesnina         | Tímea Babos Kristina Mladenovic            | 2-6, 6-4, [10-8]                           | details                                    |
| 2019-05-04 | Mutua Madrid Open                          | Premier Mandatory                          | 7.021.128                                  | gravel, buiten                             | Hsieh Su-wei Barbora Strýcová              | Gabriela Dabrowski Xu Yifan                | 6-3, 6-1                                   | details                                    |
| 2020       | toernooi geannuleerd wegens coronapandemie | toernooi geannuleerd wegens coronapandemie | toernooi geannuleerd wegens coronapandemie | toernooi geannuleerd wegens coronapandemie | toernooi geannuleerd wegens coronapandemie | toernooi geannuleerd wegens coronapandemie | toernooi geannuleerd wegens coronapandemie | toernooi geannuleerd wegens coronapandemie |
| 2021-04-29 | Mutua Madrid Open                          | WTA 1000                                   | 2.549.105                                  | gravel, buiten                             | Barbora Krejčíková Kateřina Siniaková      | Gabriela Dabrowski Demi Schuurs            | 6-4, 6-3                                   | details                                    |
| 2022-04-28 | Mutua Madrid Open                          | WTA 1000                                   | 6.575.560                                  | gravel, buiten                             | Gabriela Dabrowski Giuliana Olmos          | Desirae Krawczyk Demi Schuurs              | 7-6, 5-7, [10-7]                           | details                                    |
| 2023-04-25 | Mutua Madrid Open                          | WTA 1000                                   | 7.705.780                                  | gravel, buiten                             | Viktoryja Azarenka Beatriz Haddad Maia     | Cori Gauff Jessica Pegula                  | 6-1, 6-4                                   | details                                    |
| 2024-04-23 | Mutua Madrid Open                          | WTA 1000                                   | 7.679.965                                  | gravel, buiten                             | Cristina Bucșa Sara Sorribes Tormo         | Barbora Krejčíková Laura Siegemund         | 6-0, 6-2                                   | details                                    |
| 2025-04-22 | Mutua Madrid Open                          | WTA 1000                                   | 7.854.000                                  | gravel, buiten                             | Sorana Cîrstea Anna Kalinskaja             | Veronika Koedermetova Elise Mertens        | 6-7, 6-2, [12-10]                          | details                                    |